# Гранде, Рутилио
Рутилио Гранде Гарсиа (исп. Rutilio Grande García, 5 июля 1928 — 12 марта 1977) — сальвадорский священник-иезуит и общественный деятель. Был убит в 1977 вместе с ещё двумя сальвадорцами ультраправыми боевиками «эскадрона смерти». Он был первым сальвадорским священником, убитым до начала гражданской войны и близким другом архиепископа Оскара Ромеро. Архиепископ, узнав о смерти Рутилио Гранде, отказался от своей консервативной позиции и настаивал на проведении правительством тщательного расследования.

## Жизнь и служение
Рутилио Гранде Гарсия родился 5 июля 1928 седьмым ребёнком в бедной семье в Эль Пайснале. Родители развелись, когда он был ещё ребёнком, поэтому воспитание Рутилио Гранде занялись его старший брат и бабушка, истинная католичка. В возрасте 12 лет способный юноша был замечен архиепископом Луисом Чавесом и приглашён в семинарию Сан-Сальвадора.
Когда ему было 17, Гранде окончил обучение в семинарии и отправился в Каракас, чтобы вступить в орден иезуитов (в Центральной Америке на тот момент не было иезуитских миссий). Изначально Гранде хотел отправиться миссионером в Восточную Азию, но спустя два года послушничества он произнёс клятву безбрачия, бедности и послушания и переехал в Кито для изучения гуманитарных наук. С 1950 по 1953 преподавал священную историю, историю Америки и Сальвадора и письмо в семинарии Сальвадора.
Рутилио Гранде продолжил учёбу в семинарии Сан-Хосе-де-ла-Монтаньи, где подружился с Оскаром Ромеро. В духовный сан был посвящён в 1959. В 1963 продолжил своё обучение в Брюсселе, где проникся новомодными идеями «инклюзивной литургии», предполагавшими упрощение формулировок во время церковных служб и более частое взаимодействие пастора с паствой.
В 1965 вернулся в Сальвадор и был назначен Директором Центра Проектов Социальных Действий в семинарии Сан-Сальвадора. С 1965 по 1970 исполнял обязанности префекта дисциплины(отвечал за посещаемость студентами занятий и общий порядок), а также профессора пасторской теологии. Кроме того, Рутилио Гранде преподавал литургические науки, катехизис и философию. Он начал практику «погружений» среди семинаристов: те разговаривали с простыми прихожанами, выслушивали их просьбы, пытались помочь словом, поясняли непонятные аспекты Христианства.
Руководству семинарии не очень понравились нововведения Гранде и «погружения» прекратились. Гранде пытался «воевать» с епископами, настаивая на том, что пасторская практика важнее обучения теории, но потерпел поражение и был смещён. С 1972 посещал Латино-Американский Пасторский Институт, где завершил обучение и окончательно сформировал свою идеологию. Гранде был церемониймейстером на назначении Оскара Ромеро епископом Сантьяго-де-Марии в 1975 и оставался его другом до самой смерти.
В 1973 он вернулся в Сальвадор, где включился в работу иезуитской миссии в Агиларесе. В его проповедях находилось место и остро-социальным вопросам, например проблеме разрыва доходов богатых и бедных, необходимости земельной реформы, правам рабочих, сокращению неравенства и т. д. Он помогал местным крестьянам, обессилевшим и маргинализированным, защищать свои права, что навлекло гнев крупных землевладельцев, видевших в иезуите угрозу.
28 января 1977 прямо на выходе из церкви Апопы был похищен отец Марио Берналь Лондоно, колумбийский священник, служивший в Сальвадоре. Позже правительство приняло решение о его депортации. 13 февраля того же года Гранде прочитал проповедь, вошедшую в историю, как «Апопская проповедь». Её текст осуждал изгнание отца Берналя.

Я уверен, что скоро всем проповедникам будет запрещено пересекать границу, да и переносить через неё саму Библию. До нас дойдёт только обложка, ведь все страницы будут вырваны, потому что несут в себе подстрекательство к бунту. Так что, если Иисус попытается перейти нашу границу, Его не пустят. Они обвинят Его, Сына Божьего, в том, что Он еврейский агитатор, смущающий ума людей своими чуждыми нам идеями, анти-демократическими идеями, националистическими идеями. Идеями, направленными против Бога, потому что это потомки Каина. Они несомненно вновь подвергнут Его распятию.

## Смерть и последствия
12 марта 1977 года Рутилио Гранде Гарсия был убит «эскадроном смерти», став католическим мучеником. Это произошло недалеко от его родной деревни. Предполагается, что убийство совершили ультраправые боевики Союза белых воинов, которые вели в тот период террористическую кампанию против католического духовенства, прежде всего — против иезуитов.
В тот день, чуть позже 17:00 из Агилареса выехал легковой автомобиль VW Safari. В машине сидели трое: пожилой человек Мануэль Солорзано, шестнадцатилетний юноша Нельсон Лемус и отец Рутилио Гранде. На выезде из города, возле железнодорожных путей автомобиль остановился, чтобы подвезти трёх маленьких детей. Машина направлялась в Эль-Пайсналь, город, находившийся примерно в трёх милях от Агилареса, где Гранде собирался провести церемонию празднования дня города. Пока народ собирался возле маленькой церкви на главной площади Эль-Пайсналя, Рутилио Гранде ехал по узкой, пыльной дороге между этими городами. Всю дорогу за ними ехал небольшой пикап. Когда он начал сокращать дистанцию, отец Гранде прошептал «На всё воля божья». В эту же минуту машину священника расстреляли. Позже было установлено, что пули были выпущены не только по задней части машины, но ещё и по передней. Такой же калибр использовала местная полиция. Пули, выпущенные спереди пробили шею и челюсть Гранде, а также вошли в череп, выпущенные сзади и слева поразили нижнюю часть спины и таз. Всего 12 пуль. Когда тела обнаружили, выяснилось, что 72-летний Мануэль Солорзано тщетно пытался защитить Рутилио от пуль, заслонив его всем своим телом. Нельсон Лемус сидел в своём сидении с пулей в голове. Трое детей не пострадали. К ним подошёл человек, приказав бежать, куда подальше, что они и сделали. Пока они в панике спасались с места преступления, прозвучал последний выстрел.
Печальные новости немедленно были переданы архиепископу Оскару Арнульфу Ромеро, тут же выехавшему в Эль-Пайсналь из Сан-Сальвадора. В 19:00 президент Артуро Молина позвонил архиепископу и передал свои соболезнования, а также обещал тщательное расследование. Смерть отца Гранде стала считается началом разногласий государства и церкви в Сальвадоре, принявшего небывалые масштабы во время гражданской войны.
Три тела были расположены перед алтарём церкви Эль-Пайсналя, и в 22:30 архиепископ Ромеро отслужил Мессу, продолжавшуюся до полуночи. Следующим утром толпы крестьян стали стекаться к Эль-Пайсналю для Мессы Памяти. В воскресенье архиепископ Ромеро отслужил последнюю Мессу в соборе Сан-Сальвадора, на которой присутствовали 150 священников и более 100 000 простых людей. Во время похорон(все три тела похоронили в церкви Эль-Пайсналя) многие выкрикивали: «Поездка Рутилио из Агилареса — это восхождение Христоса на Голгофу!»
Про жизнь и смерть Рутилио Гранде Гарсии был снят фильм «Монсеньор: последнее путешествие Оскара Ромеро». Также отец Гранде появляется в фильме «Ромеро», где его смерть становится побудительным мотивом для архиепископа. 15 марта 1991 года в Сальвадоре была основана радиостанция «Радио Рутилио».